# Tilikum
«Тиликум» (Tilikum) — яхта, сооружённая из 12-метровой каноэ-долблёнки из целого ствола дерева, на которой в 1901—1904 годах капитан Джон Восс совершил практически кругосветное путешествие, получившее широкую известность после публикации в 1974 году книги Вернера Гильде «Непотопляемый „Тиликум“ или Путешествие капитана Восса вокруг света, рассказанное им самим». В настоящее время — корабль-музей.

## История

### Приобретение каноэ
В 1901 году капитан Джон Восс (John Voss) и его напарник Норман Лакстон (Norman Luxton) решили совершить на небольшой лодке кругосветку. Они были вдохновлёнными путешествием Джошуа Слокама, который на 37-футовой (11 метров) яхте «Спрей» за три с лишним года совершил плавание вокруг света и написал книгу о своих приключениях, неплохо на ней заработав.
Для этой цели в апреле 1901 года Джон Восс за 80 долларов серебром купил у местной женщины-индианки построенную из целого ствола красного дерева каноэ индейского племени ну-ча-нульт, уже старое к тому времени — предположительно построенное в начале 19 века. Длина каноэ составляла 38-футов (12 метров). Название «Тиликум» означает «Друг» на чинукском жаргоне.
Лодка была переоборудована: приделан киль, на 17 см наращены борта, сооружены каюта и кокпит, установлены мачты с парусами площадью в 230 квадратных футов (21 м²).

### Путешествие

Карта путешествия «Тиликума», совершённого в 1901—1904 годах

20 мая 1901 «Тиликум» вышел из бухты Оак Бэй канадского города Виктория.
2 сентября 1901 года, пройдя около 10 000 миль (16 000 км), «Тиликум» дошёл до гавани атолла Пенрин на Островах Кука в Тихом океане.
17 октября 1901 года Лакстон, который при ударе о риф выпал из лодки и сильно порезался кораллом, был вынужден отказаться от продолжения плавания и сошёл на берег в городе Сува на острове Фиджи.
25 октября 1901 года, взяв нового напарника, капитан Восс вышел из Сувы, но во время шторма напарник пропал, также волной смыло нактоуз с компасом. Восс остался один, без компаса, в 1200 милях (1900 км) от ближайшего берега, но смог добраться до Сиднея, Австралия.
До марта 1902 года Восс провёл в Австралии, где организовал выставку своей лодки, и где она при погрузке была повреждена, получив несколько трещин, которые Восс починил.
С весны 1902 года «Тиликум» под управлением Восса, сменившего десяток напарников, пройдя 40 000 миль, дошёл до Англии, войдя в гавань на Темзе в Лондоне в сентябре 1904 года.
Значение
Это было второе в истории кругосветное путешествие на яхте. Сравнивать путешествия Восса и Слокама сложно: каноэ в принципе отличалось от яхты — оно значительно менее мореходно из-за необычности формы корпуса — отношения длины к ширине, поэтому для уменьшения крена площадь парусности на «Тиликуме» была в 5 раз меньше, чем на «Спрее», при их равной длине:

Это было второе в истории — после Слокама — выдающееся плавание на небольшом паруснике. Однако, сравнивая широко известное во всем мире плавание Слокама и практически мало известное плавание Восса, следует иметь в виду три обстоятельства. Во-первых, Слокам прошел 46000 миль совершенно один, а Восс был принципиальным противником одиночных рейсов, хотя и ему довелось немало плавать в одиночку. Во-вторых, «Спрей» был значительно комфортабельнее и мореходнее «Тиликума». Ну и в-третьих: строго говоря, Восс не совершил кругосветного плавания, ибо хотя и пересек все три океана, но так и не «замкнул» своей трассы— Журнал «Катера и Яхты», № 82, 1979 год

### После путешествия

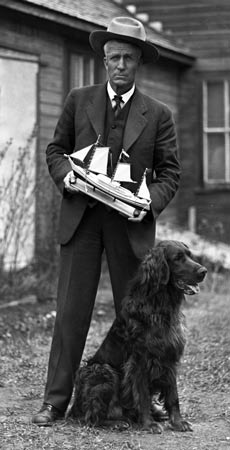
Норман Лакстон с моделью «Тиликума», 1923 год

В Лондоне капитан Восс был принят в члены Королевского географического общества.
«Тиликум» участвовал в выставках, несколько раз менял владельца, потеряв со временем бушприт и мачты.
В 1929 году судоходная компания «Фёрнесс» приобрела лодку, доставила её в Канаду, где после реставрации с 1936 года «Тиликум» стал экспонатом в клубе «Thermopylae», а в 1965 году передан в Морской музей города Виктория.

## В литературе
В 1913 году капитан Джон Восс опубликовал свои мемуары «The Venturesome Voyages of Captain Voss», книга выдержала пять переизданий.
В 1971 году дочь Нормана Лакстона опубликовала записи отца под названием «Tilikum Journal».
В 1973 году пересказ мемуаров капитана Восса в виде художественного произведения был подготовлен писателем из ГДР Вернером Гильде под названием «Вокруг света за 1000 долларов. История Дж. К. Восса, рассказанная им самим», эта книга выдержала к 1984 году пять переизданий только на немецком языке.
В 1987 году книга Гильде в переводе Л. Маковкина была издана на русском языке издательством «Мысль» под названием «Непотопляемый „Тиликум“ или Путешествие капитана Восса вокруг света, рассказанное им самим», хотя ещё в 1982 году отрывки из книги публиковались журналом «Вокруг света».

## Комментарии
1. ↑  Хотя книга до этого на русском языке не публиковалась, капитан Восс был известен в России — ещё в апреле 1913 года на страницах петербургского журнала «Рулевой» Российского парусного гоночного союза сообщалось о необычном случае: 8-метровая яхта «Королева морей», на которой Восс с двумя напарниками снова отправился в кругосветку, попала в Японском море в жестокий тайфун, была опрокинута и с полминуты стояла вверх килем, но затем опять стала на ровный киль.